# Kuntillet Ajrud
Kuntillet Ajrud (em árabe: كونتيلة عجرود) é um local do final do século IX / início do século VIII a.C. na parte nordeste da península de Sinai. É frequentemente identificado como santuário, embora não haja certeza.

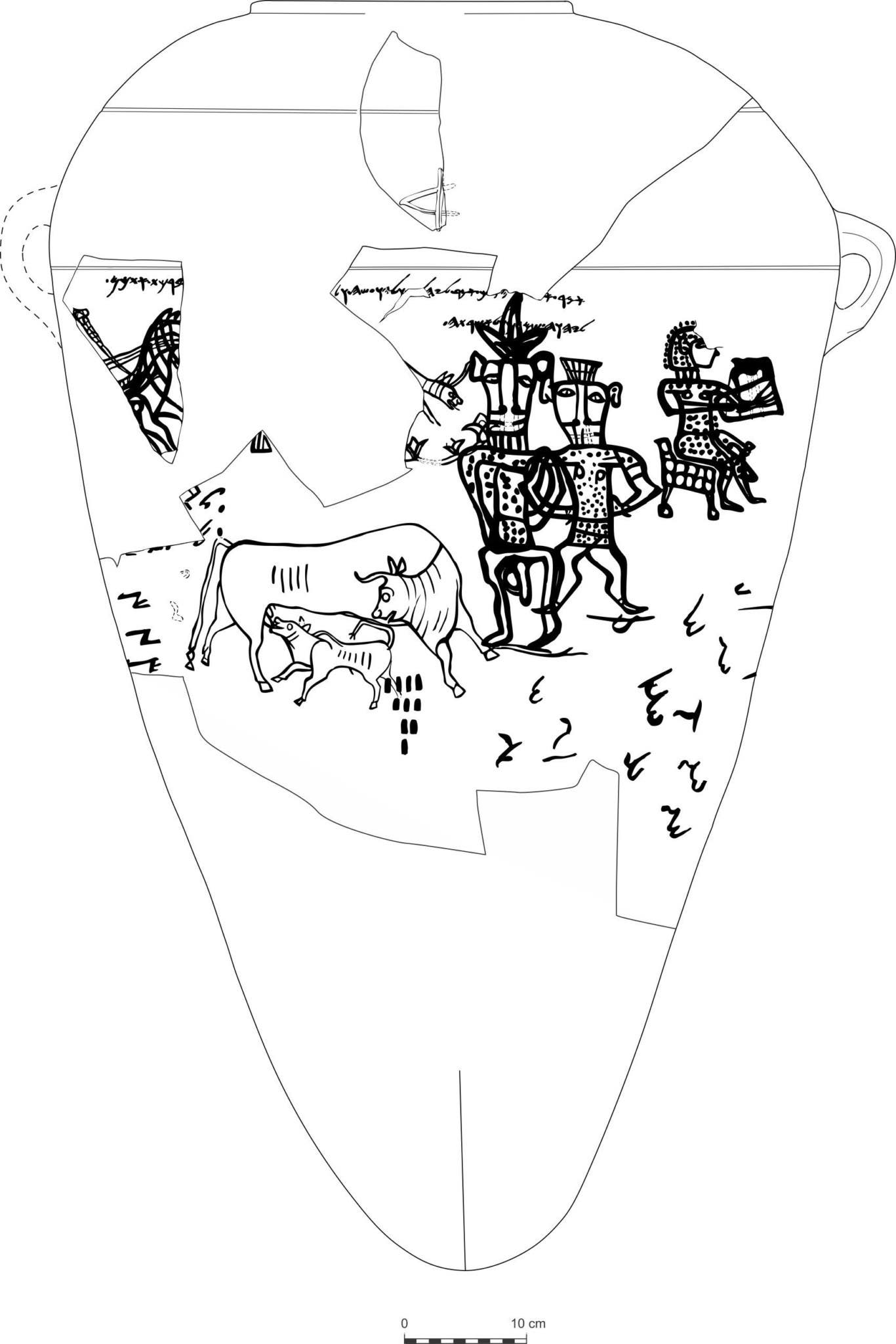
Imagem em um fragmento do Pito (vaso), encontrado em Kuntillet Ajrud, sob a inscrição "Javé e sua Aserá"

## Escavações
O local foi escavado em 1975/76 pelo arqueólogo Ze'ev Meshel da Universidade de Tel Aviv, Israel. O edifício principal em forma de fortaleza é dividido em duas salas, uma grande e outra pequena, ambas com bancos baixos. Ambas as salas continham várias pinturas e inscrições nas paredes e em dois grandes jarros de água (pito), um encontrado em cada sala. As pinturas nos pitos mostram vários animais, árvores estilizadas e figuras humanas, algumas das quais podem representar deuses. Eles parecem ter sido feitos durante um período bastante considerável e por vários artistas diferentes, e não formam cenas coerentes. A iconografia é inteiramente síria/fenícia e carece de qualquer conexão com os modelos egípcios comumente encontrados na arte da Idade do Ferro IIB Israel.
As inscrições são principalmente no hebraico antigo, com algumas escritas em fenício. Muitos são de natureza religiosa, invocando Javé, El e Baal, e dois incluem as frases "Javé de Samaria e sua Aserá" e "Javé de Temã e sua Aserá". Há um consenso geral de que Javé está sendo invocado conectado a Samaria (capital do Reino de Israel) e Temã (em Edom); isso sugere que Javé tinha um templo em Samaria e levanta uma questão sobre a relação entre Javé, o deus nacional de Israel e Cos, o deus nacional de Edom.

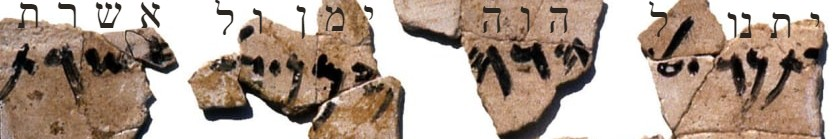
Parte da primeira linha de uma das inscrições encontradas.

Uma imagem na peça de cerâmica (pertencente a um vaso pito) encontrada em Kuntillet Ajrud é adjacente a uma inscrição hebraica "Berakhti etkhem l'YHVH Shomron ul'Asherato" ("Eu o abençoei por Javé de Samaria e por [sua] Aserá"). Os estudiosos discutiram sobre o significado e o significado disso. As duas figuras retratadas são geralmente identificáveis como representando o deus egípcio Bes. Além disso, acredita-se que parte dessa imagem tenha sido desenhada após a inscrição ter sido escrita, a saber, a figura rotulada como S (a figura humanóide mais à esquerda representada).
O relatório de escavação de Ze'ev Meshel foi publicado em 2012.